# Indrek Koff

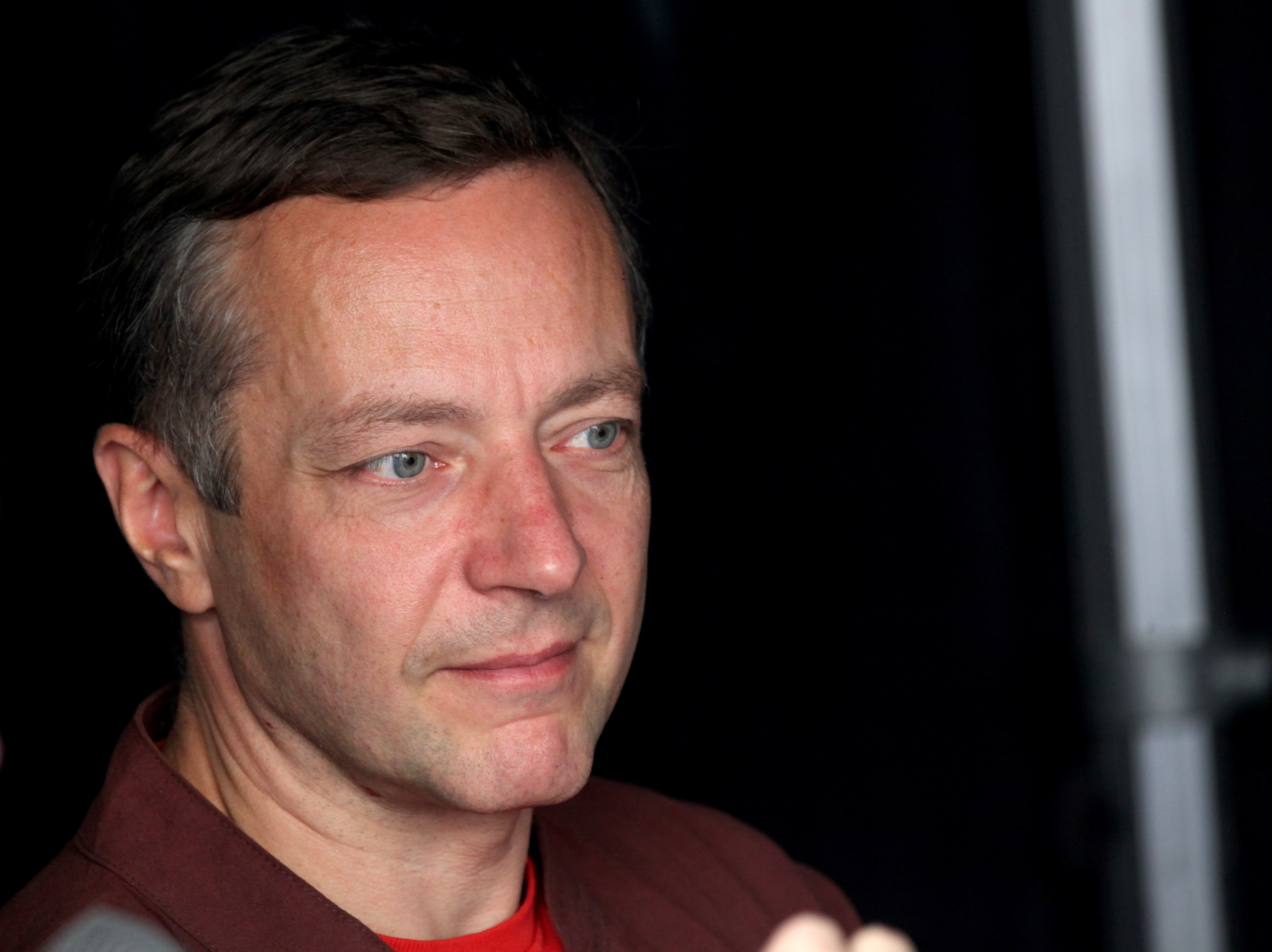
Indrek Koff (2021)

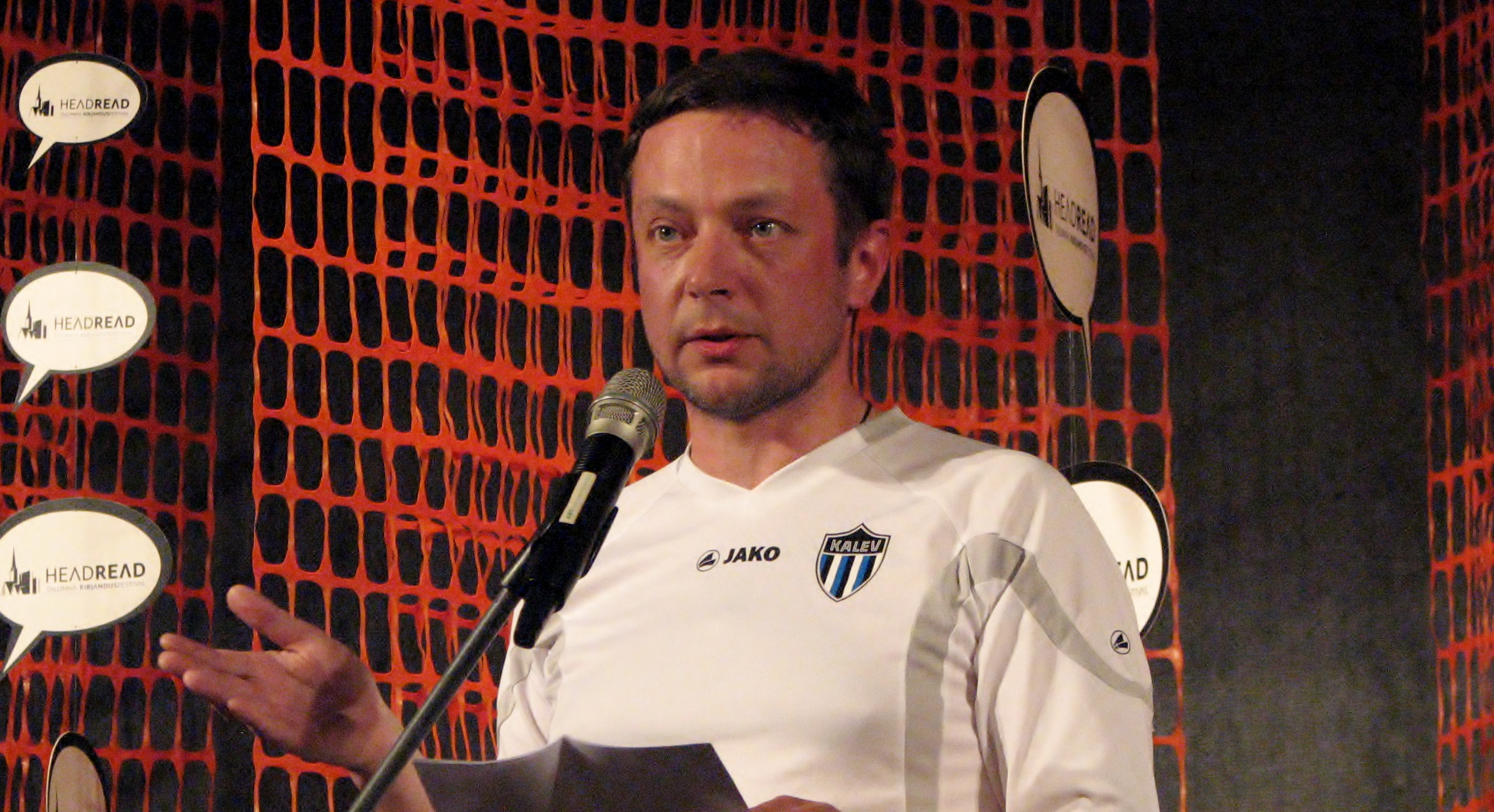
Indrek Koff (2012)

Indrek Koff (* 4. März 1975 in Pärnu) ist ein estnischer Schriftsteller und Übersetzer.

## Leben und Werk
Indrek Koff schloss 1993 das Gymnasium in seiner Heimatstadt Pärnu ab. 1999 machte er sein Examen an der Universität Tartu im Fach Französische Sprach- und Literaturwissenschaft. Außerdem besuchte er die zur Sorbonne gehörende École supérieure d’interprètes et de traducteurs (ESIT) in Paris. Mehrere Jahre unterrichtete Koff an Universitäten in Tallinn und Tartu.
Koff hat sich in Estland vor allem als Autor und Übersetzer aus dem Französischen (und Portugiesischen) einen Namen gemacht (Claude Lévi-Strauss, Michel Foucault, Éric-Emmanuel Schmitt, Michel Houellebecq, Maurice Maeterlinck, Claude Duneton, Jean-Louis Fournier und andere).
Seine eigenen literarischen Schöpfungen sind vor allem für Kinder gedacht. Daneben schreibt er auch für Erwachsene. Er gehört dem Estnischen Schriftstellerverband an.

## Kinderbücher
- Ilusti, illustriert von Ulla Saar (2016)
  - deutsch: Einen Tag ganz brav. Aus dem Estnischen von Carsten Wilms. Berlin: Kullerkupp Kinderbuch Verlag 2018. ISBN 978-3-947079-05-6[1]
- Kirju koer ('Der kunterbunte Hund'), illustriert von Marion Undusk (2014)
- Koju ('Nach Hause'), illustriert von Marja-Liisa Plats (2014)
- Kui ma oleksin vanaisa ('Wenn ich ein Großvater wäre'), illustriert von Marion Undusk (2013)
- Meie suur puu ('Unser großer Baum'), illustriert von Louise Duneton (2012)
- Enne kooli ('Vor der Schule'), illustriert von Andres Varustin (2009)

## Privatleben
Indrek Koff ist mit der estnischen Schriftstellerin und Pädagogin Eva Koff (* 1973) verheiratet. Er hat vier Kinder.